# 그레초
그레초(이탈리아어: Greccio)는 이탈리아 라치오주 리에티도에 위치한 코무네다.